# Заяць Михайло Миколайович
Михайло Миколайович Заяць (Заєць) (Псевдо: «Влодко», «Зенко», «Нестор», «Тарас»; 28 вересня 1921, с. Берлин, Бродівський повіт — 3 грудня 1952, с. Конюхи, Козівський район, Тернопільська область) — український військовик, вояк УПА, один з двох постійних охоронців, керівник охоронної боївки командувача УПА Романа Шухевича та автор унікальних спогадів про нього, охоронець командира УПА Василя Кука.

## Життєпис
Народився у родині Миколи і Теклі Заяць на хуторі Лісові села Берлин, закінчив семирічну школу, жив при батьках, допомагав у господарстві. Ще юнаком включився у національне життя села, в 1938 році був членом товариства «Луг», вступив в ОУН.
За активну політичну діяльність разом зі старшим братом Володимиром (також членом ОУН, а пізніше вояком УПА, який під псевдо «Лісовий» діяв на теренах Брідщини і загинув 3 вересня 1950 року) був ув'язнений польською владою в Березі Картузькій (1937—1939 роки). 

Обкладинка книги Петра Содоля «Українська Повстанська Армія. 1943—1949 рр. Довідник» — фрагмент фото «Святкування Великодня в Карпатах. 1946 р.», Михайло Заяць - перший зліва (зі слів Дарії Гусяк).

"Був на курсах десь у 1941-1942 роках біля Ясенева." (З листа Василя Кука від 18.11.1995). У 1942 році по дорозі до Третього Рейху Михайло зміг утекти. Після повернення в рідне село перейшов на нелегальне становище, був членом Берлинського кущового відділу самооборони під керівництвом односельчанина Михайла Дутки («Стефанівського»).
"Він до 1946 року був у мойому апараті, виконував роботи по виготовленню документів, вів курси «печаткарів», був кур’єром і зв’язковим ... Літом 1946 року, коли я був на Рогатинщині, сл. п. Роман Шухевич попросив, щоб я знайшов йому доброго печаткаря. І з того часу він був при Р.Ш. до самої його смерти." (З листа Василя Кука від 02.02.1996) 
Після загибелі Романа Шухевича Михайло перебував біля Романа Кравчука на Золочівщині, останнього листа надіслав молодшій сестрі Ірині Миколаївні Хименко (Заяць) 29 січня 1950 року.

1946 рік, літо на Рогатинщині, Михайло Заяць - третій зліва між дівчатами (копія фото від Василя Кука).

Доля Михайла після 1950 року була тривалий час невідома. З настанням незалежності його сестра розпочала активні пошуки відомостей про нього. Зокрема протягом 1995-1998 років листувалася з Василем Куком і Дарією Гусяк, які обстоювали версію про перебування Михайла за кордоном ("Найправдоподібніше, він таки дістався до Польщі, жив на підроблені документи і, можливо, там помер." - з листа Василя Кука від 15.01.1998), протягом 2002-2007 років - із ними ж та Любомиром Полюгою. 
Лише у 2007 році була оприлюднена інформація про те, що в матеріалах Галузевого державного архіву СБУ виявлено документи про перебування вояка протягом 1951—1952 років у одній із кур'єрських груп Головного командира УПА Василя Кука, яка діяла на стику Тернопільської, Львівської і Станіславської областей. За даними, зібраними управлінням МДБ в Тернопільській області, кур'єрська група, учасником якої був Михайло, здебільшого переховувалась на стику Зборівського, Козівського та Бережанського районів Тернопільщини. 
2 грудня 1952 року було розпочато чекістсько-військову операцію проти цієї групи, а наступного дня Михайло Заяць («Нестор») і його товариш Василь Кузів («Орач») загинули в бою з пошуковою групою МДБ. З архівних документів відомо, що: 
| 3 грудня 1952 р. в ході чекістсько-військової операції з пошуку і захоплення кур'єрської групи "Байди" на горищі одного з будинків села Конюхи Козівського району Тернопільської області було виявлено двоє бойовиків, які вчинили эбройний опір під час спроби їх захоплення і були вбиті. При впізнанні було встановлено, що загинули "Зенко" він же "Влодко" — Заєць Михайло Миколайович, 1921 р.н., уродженець Львівської області, у минулому — керівник охоронної боївки командувача УПА Романа Шухевича, згодом — член кур'єрської групи командувача УПА Василя Кука та "Орач" Кузів Василь Андрійович, 1922 р.н., уродженець Станіславської (Івано-Франківської області) — член кур'єрської групи командувача УПА Василя Кука. Відомостей про місце поховання Зайця М. М. та Кузова В. А. у документі немає.[1] |
Про подію є письмові свідчення односельців: Новоринського Василя Михайловича, Цідило Євгенії Яківни, Сушник Емілії Федорівни.

## Нагороди
Згідно з Наказом Головного військового штабу УПА ч. 1/52 від 20 червня 1952 року охоронець головного командира УПА Василя Кука—«Леміша» Михайло Заяць—«Влодко» нагороджений Срібним хрестом бойової заслуги УПА 2 класу.

## Вшанування пам'яті
15.02.2018 р. від імені Координаційної ради із вшанування пам’яті нагороджених Лицарів ОУН і УПА у м. Броди Львівської обл. Срібний хрест бойової заслуги УПА 2 класу (№ 016) був переданий Ларисі Шевченко, племінниці Михайла Заяця – «Влодка».